# 793 TCN
793 TCN là một năm trong lịch La Mã.